# Élections régionales de 2015 à Rabat-Salé-Kénitra

Carte de la région.

Les élections régionales à Rabat-Salé-Kénitra se déroulent le 4 septembre 2015.

## Résultats

### Global
|                          | Aziz Rebbah              | PJD                      | 245 387   | 25,62 | 22 |  |  |
|                          | Abdelhak Ahizoune        | PAM                      | 135 790   | 14,18 | 13 |  |  |
|                          | Belassal Chaoui          | UC                       | 108 231   | 11,30 | 9  |  |  |
|                          | Abdelmajid Mhachi        | RNI                      | 94 560    | 9,87  | 9  |  |  |
|                          | Mohamed El Hafed         | PI                       | 88 972    | 9,29  | 5  |  |  |
|                          | Abdelaziz Sadik          | PPS                      | 75 673    | 7,90  | 6  |  |  |
|                          | Mohamed Lahmouch         | MP                       | 74 031    | 7,73  | 4  |  |  |
|                          | Abdelaziz Laalej         | USFP                     | 46 176    | 4,82  | 1  |  |  |
|                          | Mahmoud Archane          | MDS                      | 33 537    | 3,50  | 2  |  |  |
|                          |                          |                          |           |       |    |  |  |
| Total                    | Total                    | Total                    | 1 856 938 | 100   | 75 |  |  |
| Abstentions              | Abstentions              | Abstentions              | 899 315   | 41,86 |    |  |  |
| Inscrits / Participation | Inscrits / Participation | Inscrits / Participation | 957 623   | 58,14 |    |  |  |

### Par préfecture et province

#### Kénitra
| Parti       | Parti                                         | Suffrage | Suffrage | Sièges | Sièges |
| Parti       | Parti                                         | #        | %        | #      | %      |
| ----------- | --------------------------------------------- | -------- | -------- | ------ | ------ |
|             | Parti de la justice et du développement (PJD) | 80 254   | 35,62    | 6      | 50,00  |
|             | Union constitutionnelle (UC)                  | 32 369   | 14,37    | 2      | 16,67  |
|             | Parti authenticité et modernité (PAM)         | 27 185   | 12,07    | 2      | 16,67  |
|             | Rassemblement national des indépendants (RNI) | 25 522   | 11,33    | 1      | 8,33   |
|             | Parti de l'Istiqlal (PI)                      | 23 244   | 10,32    | 1      | 8,33   |
|             | Mouvement populaire (MP)                      | 12 452   | 5,53     |        |        |
|             | Union socialiste des forces populaires (USFP) | 7 780    | 3,45     |        |        |
|             | Mouvement démocratique et social (MDS)        | 6 469    | 2,87     |        |        |
|             | Parti du progrès et du socialisme (PPS)       | 3 806    | 1,69     |        |        |
|             | Front des forces démocratiques (FFD)          | 3 351    | 1,49     |        |        |
|             | Fédération de la gauche démocratique (FGD)    | 1 500    | 0,67     |        |        |
|             | Parti de la gauche verte (PGV)                | 688      | 0,31     |        |        |
|             | Parti marocain libéral (PML)                  | 438      | 0,19     |        |        |
|             | Parti de la réforme et du développement (PRD) | 248      | 0,11     |        |        |
|             |                                               |          |          |        |        |
| Inscrits    | Inscrits                                      | 429 236  | 100,00   |        |        |
| Abstentions | Abstentions                                   | 203 930  | 47,51    |        |        |
| Exprimés    | Exprimés                                      | 225 306  | 52,49    |        |        |

#### Khémisset
| Parti       | Parti                                         | Suffrage | Suffrage | Sièges | Sièges |
| Parti       | Parti                                         | #        | %        | #      | %      |
| ----------- | --------------------------------------------- | -------- | -------- | ------ | ------ |
|             | Parti authenticité et modernité (PAM)         | 30 505   | 19,47    | 2      | 20,00  |
|             | Mouvement démocratique et social (MDS)        | 22 401   | 14,30    | 2      | 20,00  |
|             | Mouvement populaire (MP)                      | 20 523   | 13,10    | 2      | 20,00  |
|             | Parti du progrès et du socialisme (PPS)       | 18 135   | 11,58    | 2      | 20,00  |
|             | Rassemblement national des indépendants (RNI) | 17 006   | 10,86    | 1      | 10,00  |
|             | Parti de l'Istiqlal (PI)                      | 14 624   | 9,34     | 1      | 10,00  |
|             | Parti de la justice et du développement (PJD) | 12 437   | 7,94     |        |        |
|             | Union socialiste des forces populaires (USFP) | 8 324    | 5,31     |        |        |
|             | Union constitutionnelle (UC)                  | 5 013    | 3,20     |        |        |
|             | Front des forces démocratiques (FFD)          | 3 745    | 2,39     |        |        |
|             | Parti démocratique de l'indépendance (PDI)    | 1 414    | 0,90     |        |        |
|             | Fédération de la gauche démocratique (FGD)    | 1 211    | 0,77     |        |        |
|             | Union marocaine pour la démocratie (UMD)      | 714      | 0,46     |        |        |
|             | Parti démocrate national (PDN)                | 592      | 0,38     |        |        |
|             |                                               |          |          |        |        |
| Inscrits    | Inscrits                                      | 260 292  | 100,00   |        |        |
| Abstentions | Abstentions                                   | 103 648  | 39,82    |        |        |
| Exprimés    | Exprimés                                      | 156 644  | 60,18    |        |        |

#### Rabat
| Parti       | Parti                                         | Suffrage | Suffrage | Sièges | Sièges |
| Parti       | Parti                                         | #        | %        | #      | %      |
| ----------- | --------------------------------------------- | -------- | -------- | ------ | ------ |
|             | Parti de la justice et du développement (PJD) | 43 016   | 37,94    | 6      | 50,00  |
|             | Parti authenticité et modernité (PAM)         | 19 832   | 17,49    | 3      | 25,00  |
|             | Rassemblement national des indépendants (RNI) | 11 518   | 10,16    | 2      | 16,67  |
|             | Union constitutionnelle (UC)                  | 8 375    | 7,39     | 1      | 8,33   |
|             | Mouvement populaire (MP)                      | 8 276    | 7,30     |        |        |
|             | Parti de l'Istiqlal (PI)                      | 4 740    | 4,18     |        |        |
|             | Union socialiste des forces populaires (USFP) | 4 665    | 4,11     |        |        |
|             | Fédération de la gauche démocratique (FGD)    | 3 754    | 3,31     |        |        |
|             | Union marocaine pour la démocratie (UMD)      | 3 581    | 3,16     |        |        |
|             | Parti du progrès et du socialisme (PPS)       | 2 066    | 1,82     |        |        |
|             | Mouvement démocratique et social (MDS)        | 1 636    | 1,44     |        |        |
|             | Parti de la réforme et du développement (PRD) | 767      | 0,68     |        |        |
|             | Front des forces démocratiques (FFD)          | 669      | 0,59     |        |        |
|             | Parti marocain libéral (PML)                  | 205      | 0,18     |        |        |
|             | Parti du renouveau et de l'équité (PRE)       | 171      | 0,15     |        |        |
|             | Parti Al Ahd Addimocrati (AHD)                | 100      | 0,09     |        |        |
|             |                                               |          |          |        |        |
| Inscrits    | Inscrits                                      | 272 199  | 100,00   |        |        |
| Abstentions | Abstentions                                   | 158 828  | 58,35    |        |        |
| Exprimés    | Exprimés                                      | 113 371  | 41,65    |        |        |

#### Salé
| Parti       | Parti                                         | Suffrage | Suffrage | Sièges | Sièges |
| Parti       | Parti                                         | #        | %        | #      | %      |
| ----------- | --------------------------------------------- | -------- | -------- | ------ | ------ |
|             | Parti de la justice et du développement (PJD) | 47 486   | 36,51    | 5      | 41,67  |
|             | Parti authenticité et modernité (PAM)         | 16 793   | 12,91    | 2      | 16,67  |
|             | Mouvement populaire (MP)                      | 14 660   | 11,27    | 2      | 16,67  |
|             | Parti du progrès et du socialisme (PPS)       | 14 657   | 11,27    | 1      | 8,33   |
|             | Rassemblement national des indépendants (RNI) | 13 826   | 10,63    | 1      | 8,33   |
|             | Parti de l'Istiqlal (PI)                      | 11 244   | 8,64     | 1      | 8,33   |
|             | Union constitutionnelle (UC)                  | 4 751    | 3,65     |        |        |
|             | Union socialiste des forces populaires (USFP) | 2 571    | 1,98     |        |        |
|             | Mouvement démocratique et social (MDS)        | 1 697    | 1,30     |        |        |
|             | Front des forces démocratiques (FFD)          | 1 577    | 1,21     |        |        |
|             | Parti marocain libéral (PML)                  | 320      | 0,25     |        |        |
|             | Parti de la renaissance et de la vertu (PRV)  | 309      | 0,24     |        |        |
|             | Parti des Néo-Démocrates (PND)                | 186      | 0,14     |        |        |
|             |                                               |          |          |        |        |
| Inscrits    | Inscrits                                      | 330 480  | 100,00   |        |        |
| Abstentions | Abstentions                                   | 200 403  | 60,64    |        |        |
| Exprimés    | Exprimés                                      | 130 077  | 39,36    |        |        |

#### Sidi Kacem
| Parti       | Parti                                                       | Suffrage | Suffrage | Sièges | Sièges |
| Parti       | Parti                                                       | #        | %        | #      | %      |
| ----------- | ----------------------------------------------------------- | -------- | -------- | ------ | ------ |
|             | Parti de l'Istiqlal (PI)                                    | 25 724   | 17,92    | 2      | 20,00  |
|             | Parti du progrès et du socialisme (PPS)                     | 22 435   | 15,63    | 2      | 20,00  |
|             | Union constitutionnelle (UC)                                | 22 126   | 15,42    | 2      | 20,00  |
|             | Parti de la justice et du développement (PJD)               | 17 037   | 11,87    | 2      | 20,00  |
|             | Parti authenticité et modernité (PAM)                       | 15 362   | 10,70    | 1      | 10,00  |
|             | Union socialiste des forces populaires (USFP)               | 14 627   | 10,19    | 1      | 10,00  |
|             | Parti de l'environnement et du développement durable (PEDD) | 8 532    | 5,94     |        |        |
|             | Mouvement populaire (MP)                                    | 6 641    | 4,63     |        |        |
|             | Parti Al Ahd Addimocrati (AHD)                              | 5 912    | 4,12     |        |        |
|             | Rassemblement national des indépendants (RNI)               | 2 985    | 2,08     |        |        |
|             | Fédération de la gauche démocratique (FGD)                  | 2 089    | 1,46     |        |        |
|             | Parti marocain libéral (PML)                                | 205      | 0,05     |        |        |
|             |                                                             |          |          |        |        |
| Inscrits    | Inscrits                                                    | 215 583  | 100,00   |        |        |
| Abstentions | Abstentions                                                 | 72 048   | 33,42    |        |        |
| Exprimés    | Exprimés                                                    | 143 535  | 66,58    |        |        |

#### Sidi Slimane
| Parti       | Parti                                                       | Suffrage | Suffrage | Sièges | Sièges |
| Parti       | Parti                                                       | #        | %        | #      | %      |
| ----------- | ----------------------------------------------------------- | -------- | -------- | ------ | ------ |
|             | Union constitutionnelle (UC)                                | 26 405   | 32,85    | 3      | 37,50  |
|             | Parti de la justice et du développement (PJD)               | 10 925   | 13,59    | 2      | 25,00  |
|             | Rassemblement national des indépendants (RNI)               | 8 669    | 10,79    | 2      | 25,00  |
|             | Parti du progrès et du socialisme (PPS)                     | 8 179    | 10,18    | 1      | 12,50  |
|             | Parti authenticité et modernité (PAM)                       | 7 635    | 9,50     |        |        |
|             | Union socialiste des forces populaires (USFP)               | 6 242    | 7,77     |        |        |
|             | Mouvement populaire (MP)                                    | 5 434    | 6,76     |        |        |
|             | Parti de l'Istiqlal (PI)                                    | 2 912    | 3,62     |        |        |
|             | Mouvement démocratique et social (MDS)                      | 1 334    | 1,66     |        |        |
|             | Parti démocratique de l'indépendance (PDI)                  | 1 269    | 1,58     |        |        |
|             | Front des forces démocratiques (FFD)                        | 665      | 0,83     |        |        |
|             | Parti marocain libéral (PML)                                | 376      | 0,47     |        |        |
|             | Parti de l'environnement et du développement durable (PEDD) | 330      | 0,41     |        |        |
|             |                                                             |          |          |        |        |
| Inscrits    | Inscrits                                                    | 261 003  | 100,00   |        |        |
| Abstentions | Abstentions                                                 | 115 468  | 44,24    |        |        |
| Exprimés    | Exprimés                                                    | 145 535  | 55,76    |        |        |

#### Skhirate-Témara
| Parti       | Parti                                                       | Suffrage | Suffrage | Sièges | Sièges |
| Parti       | Parti                                                       | #        | %        | #      | %      |
| ----------- | ----------------------------------------------------------- | -------- | -------- | ------ | ------ |
|             | Parti de la justice et du développement (PJD)               | 34 232   | 31,67    | 5      | 45,45  |
|             | Parti authenticité et modernité (PAM)                       | 18 478   | 17,10    | 3      | 27,27  |
|             | Rassemblement national des indépendants (RNI)               | 15 034   | 13,91    | 2      | 18,18  |
|             | Union constitutionnelle (UC)                                | 9 192    | 8,50     | 1      | 9,09   |
|             | Parti de l'Istiqlal (PI)                                    | 6 484    | 6,00     |        |        |
|             | Parti du progrès et du socialisme (PPS)                     | 6 359    | 5,92     |        |        |
|             | Mouvement populaire (MP)                                    | 6 045    | 5,59     |        |        |
|             | Parti de l'environnement et du développement durable (PEDD) | 2 667    | 2,47     |        |        |
|             | Union marocaine pour la démocratie (UMD)                    | 2 145    | 1,98     |        |        |
|             | Union socialiste des forces populaires (USFP)               | 1 967    | 1,82     |        |        |
|             | Parti de l'unité et de la démocratie (PUD)                  | 1 914    | 1,77     |        |        |
|             | Fédération de la gauche démocratique (FGD)                  | 1 484    | 1,37     |        |        |
|             | Parti de la réforme et du développement (PRD)               | 1 025    | 0,95     |        |        |
|             | Front des forces démocratiques (FFD)                        | 467      | 0,43     |        |        |
|             | Parti des Néo-Démocrates (PND)                              | 356      | 0,33     |        |        |
|             | Parti démocrate national (PDN)                              | 204      | 0,19     |        |        |
|             |                                                             |          |          |        |        |
| Inscrits    | Inscrits                                                    | 198 547  | 100,00   |        |        |
| Abstentions | Abstentions                                                 | 90 458   | 45,56    |        |        |
| Exprimés    | Exprimés                                                    | 108 089  | 54,44    |        |        |

### Répartition des sièges
| Parti | Parti | Khémisse | Rabat | Skhirate-Témara | Kénitra | Salé | Sidi Slimane | Sidi Kacem | Total |
| ----- | ----- | -------- | ----- | --------------- | ------- | ---- | ------------ | ---------- | ----- |
|       | PJD   |          | 6     | 5               | 6       | 5    | 2            | 2          | 26    |
|       | PAM   | 2        | 3     | 3               | 2       | 2    |              | 1          | 13    |
|       | RNI   | 1        | 2     | 2               | 1       | 1    | 2            |            | 9     |
|       | UC    |          | 1     | 1               | 2       |      | 3            | 2          | 9     |
|       | PPS   | 2        |       |                 |         | 1    | 1            | 2          | 6     |
|       | PI    | 1        |       |                 | 1       | 1    |              | 2          | 5     |
|       | MP    | 2        |       |                 |         | 2    |              |            | 4     |
|       | MDS   | 2        |       |                 |         |      |              |            | 2     |
|       | USFP  |          |       |                 |         |      |              | 1          | 1     |